# Бизнесът Джордж
„Бизнесът Джордж“ или „Проблемът на Джордж“ (на английски: The George Business) е разказ от 1980 г. на американския писател фантаст Роджър Зелазни, включен в сборника му „Вариациите на еднорога“.
Историята, смесица между сатира и фентъзи елементи, проследява злополучните опити на страхлив дракон и непохватен рицар да натрупат богатство, като се оженят за заможни дами.
Разказът е определен от Робърт Силвърбърг за един от най-добрите фентъзи разкази през 80-те и е включен в сборника „Антология: Фентъзи 1980-1989“ издаден в България през 2000 г. от издателство „Мариам Паблишинг“.

## Сюжет
Внимание:  Текстът по-долу разкрива сюжета на произведението (или части от него)!
Сприхавият дракон Дарт се събужда от пророчески сън за предстояща опасност. Извън пещерата го очаква самотния млад рицар Джордж, който вместо да се бие с чудовището, му отправя предложение да го наеме. Любопитството на дракона е възбудено от шепата златни монети, които вижда в ръката на младежа. Джордж иска да се омъжи за грозноватата Розалинд, дъщеря на барон Морийс, за да наследи царството му. Разглезената девойка обаче не си пада по слаботелесни мъже като него, затова алчният рицар предлага на дракона да я отвлече. След това двамата ще се направят, че се бият пред нея, Джордж ще победи и ще отведе принцесата в замъка ѝ. Двамата плануват предстоящия сблъсък, отиграват го набързо, и следобед Дарт отвлича девойката. Джордж смело се впуска в битка с похитителя, ранява го, и звяра отлита. Розалинд се нахвърля в прегръдките на своя спасител и той ѝ обещава, че ще я отведе у тях.
Вечерта, Джордж се връща при дракона пременен, но тъжен, понеже нещата не са се наредили по план. Розалинд се омъжила за един мускулест варварин. По време на подготовката за сватбеното пътешествие Дарт отвлякъл младоженката. Баща ѝ умрял по време на отвличането и съпруга на Розалинд наследил имота на Морийс. Новият барон наградил убиеца на дракона с доспехи, кон и грамота. Дарт, който се намира в същото положение като Джордж – иска да спечели сърцето на заможна стара дама от неговия вид – предлага на рицаря да възвърне парите си. Изработеният от тях план обаче отново не сработва: оказва се, че женският дракон Мегтаг, живее с друг мъжкар, на име Пеладон, който едва не изпържва алчния войн. Джордж в последната минута е спасен от своя летящ партньор.
Накрая двамата загубеняци се запиват пред пещерата на Дарт. Драконът и рицарят се споразумяват да стартират обиколка около света и като тандем да изнудват жадните за героизъм заможни личности.

## Персонажи
- Джордж – млад рицар, който иска да наследи имането на барон Морийс, като се ожени за грозноватата му дъщеря Розалинд. Слаботелесен и непохватен. Изключителен коцуз. Алчен.
- Дарт – сприхав и суетен зеленожълт дракон, който изпитва огромно неуважение към рицарите. Селяните от околностите нямат страх от него. Интелигентен и умен, но изключително алчен.
- Розалинд – единствената дъщеря на барон Морийс. Грозновата. Харесва мускулести варвари.
- Мегтаг – заможен женски дракон. Ухажвана от редица мъжкари. Предпочита смелите.
- Мускулест варварин – съпруг на Розалинд. Новия барон на имението Морийс.
- Пеладон – отвратителн и страховит дракон, с който Мегтаг заживява.
- Барон Морийс – баща на Розалинд. Изпитва голяма обич към своята дъщеря.
- Херман Аптекаря – познавач по отровите. Само е споменат в разказа.